# Positiva Compañía de Seguros
Positiva Compañía de Seguros S.A es una entidad colombiana de riesgos laborales, de seguros de vida y pensiones voluntarias.
Positiva es el resultado de la cesión de activos, pasivos y contratos de la Administradora de Riesgos Profesionales del Instituto de Seguros Sociales de Colombia. Hace parte del Grupo Bicentenario. Se diferencia de Previsora Seguros, (La otra asegura del estado) porque positiva no ofrece SOAT.
Es parte de la Conferencia Interamericana de Seguridad Social, organismo internacional técnico y especializado, que tiene el objetivo de fomentar el desarrollo de la protección y seguridad social en América.
En 2021, fue la segunda Aseguradora de riesgos laborales más grande de Colombia por detrás de ARL Sura, con aproximadamente dos millones y medio de afiliados.

## Historia y cronología
En 1956, nace inicialmente la compañía Seguros Tequendama de Vida.
En 1994, Previsora Seguros participó en la compra de Seguros Tequendama de Vida y llegó a ser accionista mayoritaria el 28 de agosto de 1995, como resultado de la negociación con el Banco Popular. 
El 6 de septiembre de 1995 se cambió la razón social de Seguros Tequendama Vida por La Previsora Vida S.A. Y fue absorbida por completo en 1999.
En 2007, se expidió el Plan Nacional de Desarrollo 2006-2010 “Estado Comunitario: Desarrollo para todos” y se ordena el mantenimiento de una participación pública en la prestación de la actividad de aseguramiento en pensiones, salud y riesgos profesionales. Así mismo, se autorizó a las entidades públicas para que se asocien entre sí o con particulares para la constitución de sociedades que administren estos riesgos o participen en el capital de las existentes o para que las entidades públicas enajenen alguno o algunos de los negocios a otras entidades públicas o que los particulares inviertan o participen en el capital de las entidades públicas.
En agosto de 2008 la Superintendencia Financiera de Colombia aprobó la cesión de activos, pasivos y contratos de la Administradora de Riesgos Profesionales del Instituto de Seguro Social a La Previsora Vida S.A. Compañía de Seguros. El convenio se suscribió entre ambas entidades, incluyendo al Ministerio de Hacienda y Crédito Público de Colombia, y al Ministerio de la Protección Social de Colombia.
Como consecuencia de esa concesión se creó Positiva, que comenzó a operar el primero de septiembre de 2008 con una cobertura de 320.266 trabajadores, es decir, el 72,70% de la participación en el mercado. Desde este momento Positiva (anteriormente La Previsora Vida S.A.) deja de ser subordinada de la Previsora S.A. Y Pasa a ser una aseguradora estatal enfocada en Asegurar Riesgos Laborales (ARL).
Positiva tiene cobertura en 28 de los 32 departamentos de Colombia y vigilada por la Superintendencia Financiera de Colombia.